# Alexandr Ivanovič Vveděnskij (básník)
Alexandr Ivanovič Vveděnskij (rusky Александр Иванович Введенский; 23. listopadujul./ 6. prosince 1904greg., Petrohrad, Rusko – 20. prosince 1941, Charkov, Ukrajina) byl ruský avantgardní básník a dramatik. Byl významným členem literární skupiny OBERIU a společně s Daniilem Charmsem byl členem filozofického kroužku Činari.

## Život
Před tím než se Alexandr Vveděnskij vydal na dráhu spisovatele, studoval na Petrohradské univerzitě právo a sinologii. Její studium však nedokončil a začal pracovat jako úředník. Ve 20. letech byl krátkou dobu představitelem ruského futurizmu v Leningradě. Společně se svým přítelem Danielem Charmsem byl členem literárního sdružení DSO a filozofického kroužku Činari. Byl také členem divadelní skupiny Radix.
V roce 1927 se stal významným členem důležité literární avantgardní skupiny OBERIU. Aby se v sovětském systému dokázal uživit, věnoval se, stejně jako Charms, tvorbě dětské literatury. V roce 1929 byl vyloučen z leningradské spisovatelské organizace a mezi léty 1931–1932 byl poprvé zadržen kvůli podezření z členství v protisovětsky naladěné skupině autorů literatury pro děti. Během vyšetřování byl obviněn z toho, že do svých nonsensových veršů ukrývá protisovětské narážky. Po krátkém exilu v Kursku se vrátil do Leningradu a v polovině 30. let se přestěhoval do Charkova. V roce 1936 byl znovu zatčen.
Jeho další osud je nejistý. Zemřel patrně při evakuaci Charkova v roce 1941, kde se mu nepodařilo nasednout na přeplněný evakuační transport. Podle některých zpráv byl zadržen a deportován do pracovního tábora. Během cesty měl zemřít na dyzenterii, nebo měl být kvůli této chorobě zastřelen či vyhozen z vlaku.

## Dílo (výběr)
- Buddhův býk (1919)
- Minin a Požarskij (Минин и Пожарский, 1926)
- Kolem je možná Bůh (Кругом возможно Бог, 1932)
- Čtyři popisy (Четыре описания, 1931-1933)
- Vánoce u Ivanovových (Елка у Ивановых, 1939)

### České překlady
- Vánoce u Ivanovových / Několik rozhovorů, překlad: Martin Hnilo, Praha : Brody, 1996, ISBN 80-902113-2-1
- Smrtipoty, překlad: Václav Daněk, Praha : Brody, 1997, ISBN 80-86112-02-0
- Ten, který vyšel z domu, antologie literární a filozofické tvorby činarů – Jakov Druskin, Daniil Charms, Leonid Lipavskij, Nikolaj Olejnikov, Alexandr Vveděnskij, přeložili Jakub Šedivý, Miroslav Olšovský a Tomáš Vůjtek, Praha : Volvox Globator, 2003, ISBN 80-7207-526-8